# Backhoppning vid olympiska vinterspelen 1994
Backhoppning vid olympiska vinterspelen 1994 i Lillehammer, Norge.

## Medaljörer
| Gren                     | Guld                                                                         | Silver                                                                      | Brons                                                                               |
| Normalbacken Detaljer... | Norge · Espen Bredesen                                                       | Norge · Lasse Ottesen                                                       | Tyskland · Dieter Thoma                                                             |
| Stora backen Detaljer... | Tyskland · Jens Weissflog                                                    | Norge · Espen Bredesen                                                      | Österrike · Andreas Goldberger                                                      |
| Lagtävling Detaljer...   | Tyskland · Hansjörg Jäkle · Christof Duffner · Dieter Thoma · Jens Weissflog | Japan · Jin’ya Nishikata · Takanobu Okabe · Noriaki Kasai · Masahiko Harada | Österrike · Heinz Kuttin · Christian Moser · Stefan Horngacher · Andreas Goldberger |

## Medaljligan
| Pl.    | Nation    | Guld | Silver | Brons | Totalt |
| ------ | --------- | ---- | ------ | ----- | ------ |
| 1      | Tyskland  | 2    | 0      | 1     | 3      |
| 2      | Norge     | 1    | 2      | 0     | 3      |
| 3      | Japan     | 0    | 1      | 0     | 1      |
| 4      | Österrike | 0    | 0      | 2     | 2      |
| Totalt | Totalt    | 3    | 3      | 3     | 9      |

## Herrar

### Stor backe
Tävlingen hölls vid "Lysgårdsbakken" med en K-punkt på 120 meter.
- 20 februari 1994

| Medalj | Deltagare                | Poäng |
| ------ | ------------------------ | ----- |
| Guld   | Jens Weissflog (GER)     | 274,5 |
| Silver | Espen Bredesen (NOR)     | 266,5 |
| Brons  | Andreas Goldberger (AUT) | 255,0 |
| 4      | Takanobu Okabe (JPN)     | 243,5 |
| 5      | Jani Soininen (FIN)      | 231,1 |
| 6      | Lasse Ottesen (NOR)      | 226,6 |
| 7      | Jaroslav Sakala (CZE)    | 222,0 |
| 8      | Jin’ya Nishikata (JPN)   | 218,3 |
| 9      | Robert Meglič (SLO)      | 217,5 |
| 10     | Didier Mollard (FRA)     | 213,3 |

### Lagtävling - stor backe
Tävlingen hölls vid "Lysgårdsbakken" med en K-punkt på 120 meter.
- 22 februari 1994

| Medalj | Lag                                                                               | Poäng |
| ------ | --------------------------------------------------------------------------------- | ----- |
| Guld   | Tyskland (Hansjörg Jäkle, Christof Duffner, Dieter Thoma, Jens Weissflog)         | 970.1 |
| Silver | Japan (Jin’ya Nishikata, Takanobu Okabe, Noriaki Kasai, Masahiko Harada)          | 956.9 |
| Brons  | Österrike (Heinz Kuttin, Christian Moser, Stefan Horngacher, Andreas Goldberger)  | 918.9 |
| 4      | Norge (Øyvind Berg, Lasse Ottesen, Roar Ljøkelsøy, Espen Bredesen)                | 898.8 |
| 5      | Finland (Raimo Ylipulli, Janne Väätäinen, Janne Ahonen, Jani Soininen)            | 889,5 |
| 6      | Frankrike (Steve Delaup, Nicolas Jean-Prost, Nicolas Dessum, Didier Mollard       | 822,1 |
| 7      | Tjeckien (Ladislav Dluhoš, Zbyněk Krompolc, Jiří Parma, Jaroslav Sakala)          | 800,7 |
| 8      | Italien (Ivo Pertile, Andrea Cecon, Roberto Cecon, Ivan Lunardi)                  | 782,3 |
| 9      | Slovenien (Matjaž Kladnik, Matjaž Zupan, Samo Gostiša, Robert Meglič)             | 739,4 |
| 10     | Sverige (Staffan Tällberg, Mikael Martinsson, Johan Rasmussen, Fredrik Johansson) | 653,3 |

### Normalbacke
Tävlingen hölls vid "Lysgårdsbakken" med en K-punkt på 90 meter.
- 25 februari 1994

| Medalj | Deltagare                | Poäng |
| ------ | ------------------------ | ----- |
| Guld   | Espen Bredesen (NOR)     | 282,0 |
| Silver | Lasse Ottesen (NOR)      | 268,0 |
| Brons  | Dieter Thoma (GER)       | 260,5 |
| 4      | Jens Weissflog (GER)     | 260,0 |
| 5      | Noriaki Kasai (JPN)      | 259,0 |
| 6      | Jani Soininen (FIN)      | 258,5 |
| 7      | Andreas Goldberger (AUT) | 258,0 |
| 8      | Jin’ya Nishikata (JPN)   | 253,0 |
| 9      | Takanobu Okabe (JPN)     | 252,0 |
| 10     | Christian Moser (AUT)    | 246,0 |